# Timothée Malendoma
Timothée Malendoma (1935 - 12 de dezembro de 2010) foi um político centro-africano que foi primeiro-ministro da República Centro Africana de 4 de dezembro de 1992 a 26 de fevereiro de 1993.